# Scienza esatta
Con il termine scienza esatta si possono intendere generalmente due definizioni diverse:
1. una scienza che può rispondere a qualsiasi domanda nel proprio ambito con rigore e risultati esatti, misurabili, riproducibili ed esprimibili in modo analitico ed oggettivo.
2. una scienza che, per il suo rigore metodologico (metodo scientifico), è in grado di produrre risultati e predizioni con un'accurata espressione quantitativa[1], detta anche scienza dura.

In epoca moderna, per scienza esatta si intende una qualunque disciplina scientifica in grado di associare un errore alle proprie previsioni e ai propri risultati (A. Rotondi).
Nella prima definizione, tipica di una concezione deterministica ottocentesca, non sarebbe oggi inclusa nessuna scienza empirica; se includessimo fra le scienze anche la matematica e la logica, esse potrebbero rispondere alla definizione.
Nella concezione ottocentesca del determinismo, di cui fu esponente fra gli altri Laplace, risponderebbe alla definizione anche la meccanica classica: non dubitandone della validità, nell'esempio del demone di Laplace, se qualcuno conoscesse il momento e la posizione di qualsiasi particella dell'universo in un solo dato preciso istante, sarebbe in grado di predire il futuro e il passato, poiché le leggi della fisica vincolano questi dati. Tali possibilità di predizione nel XX secolo furono provate irrealizzabili, essendovi fenomeni di caos deterministico, non essendo possibile accumulare tutti quei dati senza alterare i sistemi, non essendo possibile computare efficientemente tutte le forze dovute alle continue interazioni fra una particella ed un'altra per ogni particella, così togliendo ad ogni scienza sperimentale la possibilità di essere esatta.